# Alangayam
Alangayam é uma panchayat (vila) no distrito de Vellore, no estado indiano de Tamil Nadu.

## Geografia
Alangayam está localizada a 12° 36′ N, 78° 45′ L. Tem uma altitude média de 572 metros (1876 pés).

## Demografia
Segundo o censo de 2001,  Alangayam  tinha uma população de 16,846 habitantes. Os indivíduos do sexo masculino constituem 50% da população e os do sexo feminino 50%. Alangayam tem uma taxa de literacia de 63%, superior à média nacional de 59.5%; com 56% para o sexo masculino e 44% para o sexo feminino. 13% da população está abaixo dos 6 anos de idade.